# José Antonio Ortega Lara
José Antonio Ortega Lara (Montuenga, pedania de Madrigalejo del Monte, Burgos, 1958) és un exfuncionari de presons espanyol, que va romandre segrestat per l'organització armada ETA durant 532 dies entre 1996 i 1997. Llicenciat en Dret, va ser militant del Partit Popular entre 1987 i 2008. Actualment viu a Burgos. El 16 de gener de 2014 va presentar, com a membre del Comitè Executiu Provisional, el partit polític Vox juntament amb uns altres exmilitants del Partit Popular.

## Segrest
El 17 de gener de 1996 va ser segrestat a Burgos, al garatge de casa seva, quan tornava de la seva feina al Centre Penitenciari de Logronyo. Dies més tard, ETA es va fer responsable del segrest, el segon que mantenia en aquells moments (José María Aldaia estava segrestat des del 8 de maig de 1995), i va exigir per al seu alliberament el trasllat dels presos de l'organització a presons basques. L'1 de juliol de 1997 la Guàrdia Civil el va localitzar en un zulo d'Arrasate després de passar-hi 532 dies tancat. En la mateixa operació policial, en la qual van intervenir més de 60 agents, es van deternir els seus quatre segrestadors.
Les condicions del seu segrest van ser penoses: el zulo en el qual es trobava, molt humit (ja que es trobava a pocs metres del riu Deba), sense finestres i situat sota el sòl d'una nau industrial, tenia unes dimensions de 3 metres de llarg per 2,5 d'ample i 1,8 d'altura interior. Ortega Lara només podia donar tres passos en ell. Disposava de la llum d'una petita bombeta i, com no podia sortir de l'habitacle, rebia dues marmites; una per fer les seves necessitats i una altra per a netejar-se. Els segrestadors li lliuraven una safata amb un got d'aigua i un plat amb fruites i vegetals tres vegades al dia. Rebia el periòdic diàriament i medicines quan les requeria, també posseïa un walkman i llibres. Segons el propi Ortega Lara, la relació amb els seus segrestadors va anar variant, de compartir converses polítiques cordials a mancar de tracte.
Al moment del seu rescat, havia perdut 23 quilos, massa muscular i densitat òssia. Patia de trastorns del somni, estrès postraumàtic, ansietat i depressió. La reacció de l'organització armada, una setmana més tard, el 10 de juliol, va ser el segrest i assassinat del regidor d'Ermua, Miguel Ángel Blanco.
El 10 de juny de 2005 va començar el judici als dirigents etarres Julián Achurra Egurola («Pototo») i José Luis Aguirre Lete («Isuntza») per ser els organitzadors del segrest. Segons la sentència, «Pototo» va ordenar als ja condemnats José Luis Erostegui, Javier Ugarte, Josu Uribetxeberria i José Miguel Gaztelu Ochandorena que seleccionessin i recaptessin informació sobre una víctima per a segrestar-la. També se'ls va ordenar «el condicionament i manteniment d'una cofurna on havien de retenir-la», per la qual cosa van construir un habitacle de 3,5 metres quadrats a la cooperativa Jalgi, d'Arrasate.
En 1998, els periodistes Belén de Delgado Soto i Antonio José Mencía Gullón van publicar Diario de un secuestro: Ortega Lara, 532 días en un zulo, narrant el segrest del funcionari de presons.
L'artista espanyol Omar Jerez va realitzar una actuació artística (performance) al desembre de 2012 amb un tancament de vuit dies denunciant la sortida de presó de Josu Uribetxeberria Bolinaga, un dels segrestadors d'Ortega Lara.

## Després del segrest
Aconsellat pels metges i per la seva família, es va jubilar anticipadament el 1997, una de les opcions que li va oferir el Ministeri de l'Interior espanyol, com a víctima del terrorisme.
A les eleccions municipals espanyoles de 2003 va acceptar presentar-se a la candidatura del Partit Popular (partit en el qual militava des de 1987) a l'alcaldia de Burgos, encapçalada per Juan Carlos Aparicio, en solidaritat amb els regidors del País Basc amenaçats per ETA. La seva presència va ser simbòlica, anava en el penúltim lloc, i per això no va sortir elegit.
L'any 2007, en la primera entrevista concedida després del seu segrest, al programa informatiu dirigit per Fernando Sánchez Dragó a Telemadrid, es va mostrar frontalment en contra del procés de negociació amb ETA emprès pel govern de José Luis Rodríguez Zapatero. També va assistir a manifestacions convocades per l'Associació de Víctimes del Terrorisme en contra del govern a causa d'aquestes converses.
Durant la crisi del Partit Popular després de les eleccions generals espanyoles de 2008, el 22 de maig, va anunciar la seva baixa del partit per diferències ideològiques.

### Paper en la creació de Vox
El gener de 2014 es va anunciar que engegava un nou partit polític. Ortega Lara va fundar un partit al costat de Santiago Abascal, José Luis González Quirós i Ignacio Camuñas, entre d'altres, generant una alternativa per la dreta al Partit Popular. El partit es va anomenar Vox i es definia com «una alternativa "regeneradora" enfront dels dos partits majoritaris», i que la seva fundació «respon a un sentiment d'orfandat política al centre dreta». El partit es va fer rellevant el 2018, després d'aconseguir 12 escons a les eleccions andaluses, 24 escons a l'abril de 2019 i més tard 52 escons al novembre d'aquell mateix any a les eleccions al Congrés dels Diputats.